# Trichosteleum adhaerens
Trichosteleum adhaerens är en bladmossart som beskrevs av Kindberg 1891. Trichosteleum adhaerens ingår i släktet Trichosteleum och familjen Sematophyllaceae. Inga underarter finns listade i Catalogue of Life.